# Agitation (médecine)
Pour les articles homonymes, voir Agitation.
L’agitation est l'expression dans le comportement de l’excitation psychique. Il s’agit d’une activité motrice augmentée et inadaptée. Cette activité peut être contrôlable ou non par le sujet. Les manifestations cliniques de l’agitation sont motrices (déambulation, mouvements brutaux et incoordonnés, manifestations d’agressivité) et verbales (voix forte et parole précipitée, cris…). Ces états peuvent être brefs et réactionnels (à un choc, une frustration). Lorsqu’ils ne sont pas contrôlés, ils peuvent s'intègrer alors à un tableau de pathologie psychiatrique : manie, délire, confusion mentale, démence. On distingue classiquement trois niveaux d'agitation d'intensité croissante : hyperactivité, agitation, fureur. Une agitation passagère ne peut pas être immédiatement associée à une pathologie psychiatrique. Mais il est préférable de consulter un médecin lorsque l’agitation persiste.

## Description
Au niveau physique, le sujet est plus actif que d'habitude, il a des mouvements amples et rapides. Il déambule, tape sur des objets, passe d'une activité à l'autre. Il parle fort ou crie, son débit de parole est accéléré. Il se sent incompris, il a des difficultés à prendre du recul sur la situation. Il peut se sentir incompris, avoir des propos insultants, menaçants.

## Physiologie
- Neurobiologie
- Endocrinologie

## Facteurs de risque
- Desinhibition : prise de substances desinhibitrices : alcool
- Prises de toxiques : alcool, amphétamines, cocaïne, hallucinogènes, sevrage de cannabis, benzodiazépines, antidépresseurs ISRS
- Antécédents d'agitation, d'agressivité
- Pathologie psychiatriques
- Prise de médicaments : médicaments utilisés dans le sevrage tabagique, antidépresseurs ISRS, dérivés amphétaminiques, benzodiazépines, agonistes dopaminergiques, corticoïdes, méfloquine, efavirenz, atazanavir, ribavirine, les interférons alfa, la testostérone, le montélukast[1]
- Lésions cérébrales ischémiques ou traumatiques, épilepsie, AVC

## Prise en charge
La prise en charge consiste tout d'abord à ne pas aggraver la situation. Les sujets intervenants doivent penser à leur sécurité avant tout. Il faudra veiller à toujours pouvoir avoir des solutions de repli si la situation ne s'améliore pas (nombres de personnes suffisantes pour limiter les effets d'une agression physique, possibilité d'appeler des renforts, possibilité de fuir la situation si elle s'aggrave)
Il est utile d'essayer de comprendre et d'évaluer la situation en ayant un rôle d'observateur avant toute action verbale ou physique.
Des méthodes utilisées en psychothérapies peuvent être utiles (instaurer une alliance thérapeutique, s'adapter au rythme de la personne, ne pas juger la personne, ne pas donner son point de vue).
Une prise en charge professionnelle peut être nécessaire (police, service de psychiatrie).
Une sédation prescrite par un médecin peut être utile.
Un isolement volontaire ou prescrit par un médecin peut être utile.